# Nicolás Ruiz
Nicolás Ruíz é um município do estado do Chiapas, no México. A população do município calculada no censo 2005 era de 3.935 habitantes.